# 구리모토 구리코
구리모토 구리코(일본어: 栗本 法子, 1973년 6월 18일 ~ )는 일본의 아나운서이다.

## 학력
- 교토 여자대학

## 경력
- NHK 아나운서

## 진행 프로그램
- NHK BS 뉴스